# Зимородок-мелидора
Зиморо́док-мелидора (лат. Melidora macrorrhina) — вид птиц семейства зимородковых (Alcedinidae). Единственный представитель рода Melidora.

## Описание
Зимородок-мелидора достигает длины 27 см и массы от 85 до 110 г.Лоб и макушка чёрного цвета с голубыми и бирюзовыми вкраплениями; окаймлены снизу желтовато-коричневыми перьями. Уздечка, кроющие ушей и полоса под щеками чёрного цвета. Узкий белый воротник обхватывает затылок. Мантия, спина, крылья, надхвостье и хвост тёмно-коричневые. Все перья (кроме первостепенных и второстепенных маховых перьяе) имеют широкую желтовато-коричневую окантовку, что придаёт верхней части тела чешуйчатый вид. Нижняя сторона тела и подхвостье белые, часто с коричневатым, розовым или жёлтым оттенком. Надклювье черноватое, с крючком на конце. Подклювье рогового цвета. Радужная оболочка тёмно-коричневая, ноги зеленовато-серые. Взрослая самка отличается от самца окраской перьев на лбу и макушке, которые имеют желтовато-зёленые края; боковые стороны головы с бирюзовой полосой. Нижняя сторона тела желтоватая, редко чисто белая. Молодь можно отличить от взрослых особей по более тёмной верхней части головы и более узким зеленоватым окантовкам. Воротник и нижняя сторона тела имеют желтовато-коричневый, желтовато-розовый или желтовато-коричневый оттенок. 

## Подвиды и распроостранение
Выделяют три подвида:
- Melidora macrorrhina waigiuensis Hartert, 1930 – остров Вайгео
- Melidora macrorrhina. macrorrhina  (Lesson, 1827) – запад, центр и восток Новой Гвинеи, острова Мисоол и Батанта
- Melidora macrorrhina jobiensis Salvadori, 1880 – север Новой Гвинеи и остров Япен

## Биотопы
Его места обитания — субтропические или тропические влажные равнинные леса.